# وثيقة الطلاق (مسرحية)

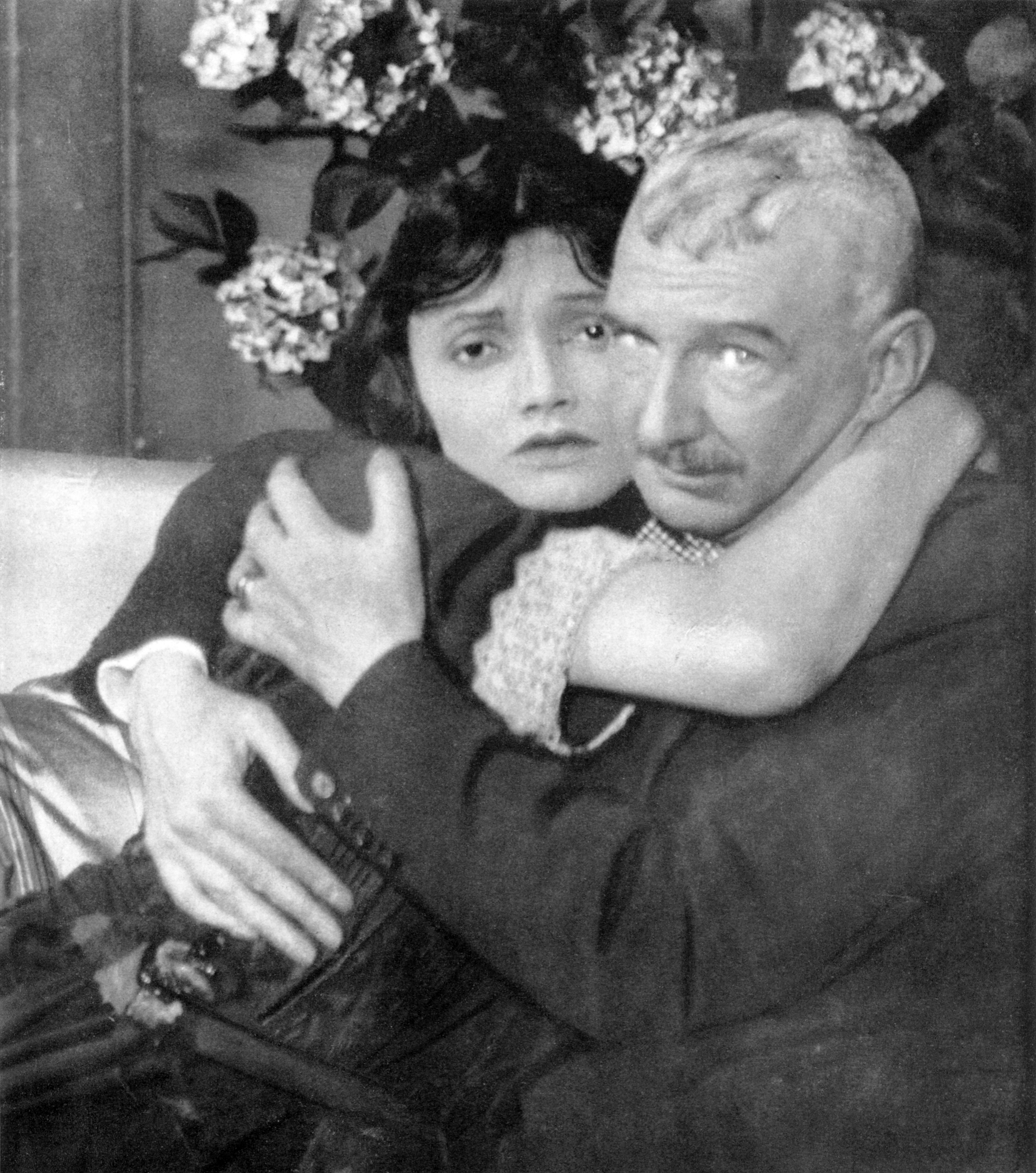
صورة من مسرحية وثيقة الطلاق "A Bill of Divorcement"

وثيقة الطلاق A Bill of Divorcement (play). هي مسرحية للكاتبة الإنجليزية كليمنس داين. وكانت مسرحيتها الأولى، والأكثر شهرة لها، وتم تحويل المسرحية إلى افلام تحت نفس الاسم ثلاث مرات، في الاعوام 1920 و1932 و1940.

## ملخص
على الرغم من انها ظهرت لأول مرة عام 1921، الا ان المسرحية تدور احداثها في اوائل الثلاثينيات. مارجريت تطلق فيرفليد زوجها الذي كان في مستشفى للامراض العقلية لسنوات عديدة من اجل الزواج مرة أخرى، ابنتهم تهتم بالاب وتواجه حقيقة ان مرضه العقلي قد يكون وراثيا. بالرغم من ان الطلاق كان غير مسموحا في بريطانيا في ذلك الوقت، تتصور المسرحية مستقبلا حيث يكون الطلاق مسموح إذا كان الزوج مصاب بحالة جنون مزمن. كان الطلاق موضوعا شائعا في الدراما والمسرحيات في هذه الفترة الزمنية

## إنتاج لندن
ظهرت المسرحية لأول مرة في لندن في 14 مارس 1921 في مسرح سانت مارتن، مع باسل دين كمنتج، وتم ترشيحها ل 402 عرضا، وكان من بين الممثلين ماجي البانيزي.

### فريق العمل في لندن
- Lilian Braithwaite as Margaret Fairfield
- Agnes Thomas as Miss Hester Fairfield
- Meggie Albanesi as Sydney Fairfield
- Dorothy Martin as Bassett
- Charles Aubrey Smith as Grey Meredith (appears in 1940 film by Dr. Alliot)
- Ian Hunter as Kit Pumphrey
- Malcolm Keen as Hilary Fairfield
- Stanley Lathbury as Dr. Alliot
- Fewlass Llewellyn as The Rev. Christopher Pumphrey[4]

## إنتاج برودواي
شاهد الممثل الإنجليزي الالين بولوك المسرحية في لندن، وفتن بشخصة هيلاري فيرفليد، واشترى الحقوق الاميريكية. قرر تشارلز ديلينجهام، منتج برادواي محاولة إنتاج مسرحية درامية في نيويوك للموسم القادم (بدلا من افلامه الكوميدية الموسيقية السابقة) ووافق على توليه في أمريكا. ظهرت لأول مرة في مسرح جورج ام كوهان في 10 أكتوبر 1921. حصل على تقييمات جيدة ولكن كان رسمه بطيئا في البداية. كان مسرح كوهان قد خطط بالفعل للانتقال إلى عرض جديد عندما أصبح الطلاق مسموحا، لذلك تم نقل العرض إلى مسرح تايمز سكوير في 7 نوفمبر. واغلق في مارس 1922. وكان اجمالي العروض 173 عرض. بعد ان انتهى عرضها في برادواي، قامت بجولة وتحولت إلى انتاجات محلية في الاربعينيات.

### فريق العمل في برادواي
- John Astley as Kit Pumphrey
- Janet Beecher as Margaret Fairfield
- Lillian Brennard as Bassett
- Katharine Cornell as Sydney Fairfield
- Fred Graham as The Rev. Christopher Pumphrey
- Ada King as Hester Fairfield
- Arnold Lucy as Dr. Alliot
- Allan Pollock as Hilary Fairfield
- Charles Waldron as Gray Meredith

## الاقتباسات
تم تحويل المسرحية إلى افلام ثلاث مرات تحت نفس الاسم  وثيقة الطلاق وكانت النسخة الصامتة لعام 1922 من إنتاج بريطاني، وكان فيلم عام 1932 من إخراج جورج كوكور وقام ببطولته جون باريمور وكاثرين هيبورن، وفيلم عام 1940 كان من إخراج جون فارو.
و عروض الراديو بدأت في بريطانيا في ديسمبر 1935 ، وفي الولايات المتحدة في 1 ديسمبر 1946.